# Chiesa dei Santi Zenone e Urbano
La chiesa dei Santi Zenone e Urbano è la parrocchiale di Vestenavecchia, frazione di Vestenanova, in provincia e diocesi di Verona; fa parte del vicariato dell'Est Veronese, precisamente dell'unità pastorale Illasi - Tregnago - Vestene.

## Storia
L’attuale chiesa parrocchiale di Vestenavecchia è il terzo luogo di culto cattolico costruito nella zona.
Il primo, ancora oggi esistente, è la chiesa di Sant'Antonio Abate, costruita nella seconda metà del XII secolo su uno sperone di basalto di origine vulcanica denominato la “Fratta”, che domina Vestenavecchia, Vestenanova, Castelvero e l’alta Val d'Alpone, ipotetica sede di un castelliere primitivo.
La seconda chiesa fu edificata ai piedi della “Fratta”, nel Trecento, a causa dell’insufficiente capienza e scomodità per i fedeli della chiesa di Sant’Antonio.

Simile al tempio sullo sperone basaltico, sempre con orientamento ovest-est, con sacrestia, campanile e cimitero, questa chiesa, dedicata ai Santi Zenone e Urbano è già documentata nel 1410.

Il 27 luglio 1494 fu consacrata dal Vescovo ausiliare di Verona, Antonio Zio, come attesta la pergamena giunta fino ad oggi, ed è ricosciuta come rettoria nel 1525.

Nel XVIII secolo gli altari di legno furono rifatti in pietra o marmo.
La terza chiesa, l’attuale, fu eretta tra il 1863 ed il 1864, un centinaio di metri più ad ovest del luogo di culto precedente, demolito per riutilizzarne il materiale nel nuovo edificio e la cui area divenne parte del cimitero (si iniziò a seppellire nel nuovo cimitero nel 1930, ma i resti rimasti furono esumati e spostati nel 1951).

I motivi che portarono ad edificare questa chiesa furono l’incremento demografico nonché la volontà del parroco, don Luigi Pavoncelli, di imitare i paesi vicini di Vestenanova, Bolca e Castelvero, che da poco avevano eretto i loro nuovi edifici sacri, anche se il sacerdote ottenne con molte difficoltà il benestare delVescovo di Verona, il marchese Luigi di Canossa.

La prima pietra fu posta il 14 maggio 1863 e a costruire la chiesa fu la ditta di due vicentini, Giacomo Perlato e Gaetano Borghesani.

La prima Santa Messa vi fu celebrata il 16 aprile 1871, con festeggiamenti durati tre giorni, con suono di campane e gli spari di quaranta trombini.

In realtà il soffitto e il presbiterio furono terminati nel 1879.
La chiesa risultò inagibile in seguito al terremoto del 1891, con le funzioni sacre spostate nella chiesa di Sant'Antonio Abate, rimasta indenne, fino alla conclusione dei lavori di riparazione.

La canonica, in seguito alla scossa tellurica, fu ricostruita nella stessa posizione, rivolta ad ovest

## Descrizione

### Esterno
La facciata a capanna della chiesa, rivolta a sudovest e tripartita da quattro semicolonne corinzie sorreggenti il frontone, presenta centralmente il portale d'ingresso timpanato e ai lati due nicchie ospitanti i simulacri dei due Santi titolari..

### Interno
L'interno dell'edificio si compone di un'unica navata, sulla quale si affacciano le cappelle laterali introdotte da archi a tutto sesto e le cui pareti sono scandite da semicolonne sorreggenti la trabeazione sopra la quale si imposta la volta, al cui centro è presente un grande affresco di Vittorio Pittaco (figlio di Rocco, autore di affreschi nella chiesa di San Leonardo in Vestenanova) con San Simone Stock mentre riceve dalla Madonna gli scapolari alla presenza dei Santi Zenone e Urbano.

Nella parte più alta della navata, distribuiti lungo le pareti, vi sono altri otto affreschi, del Novecento, con scene della vita di Cristo e quattro raffigurano i Dottori della Chiesa San Girolamo, Sant'Ambrogio, Sant'Agostino e San Gregorio Magno.

Nella parte inferiore della navata, distribuite lungo le pareti, sono collocate le quattordici stazioni della Via Crucis, della prima metà dell'Ottocento, sono acqueforti dell'incisore fiorentino Giovanni Battista Cecchi. 
Nella parete di destra troviamo un altare in stile neoclassico con la statua di San Giuseppe, poi una statua di San Zeno, in bronzo fuso del 1973, copia della celebre statua di San Zeno che ride collocata nell'abside minore di sinistra della basilica che conserva le spoglie dell'ottavo Vescovo di Verona.

Il secondo altare sulla parete destra presenta una statua del Sacro Cuore risalente al XVIII secolo.
Nella parete di sinistra abbiamo, nel primo arcone, l'altare neoclassico con statua di Sant'Antonio di Padova, mentre nel secondo vi è l'altare della Madonna del Carmine, datato 1709 e con statua mariana vestita, ottocentesca, conservata nella chiesa di Sant'Antonio fino ai primi anni del XXI secolo. Il vestito, opera delle ricamatrici dell'Istituto Don Mazza nel 1892, deterioratosi nella lunga esposizione nel luogo di culto sulla "Fratta", è stato cambiato con uno confezionato più di recente, mentre mantiene il manto azzurro impreziosito da ricami in argento e perle.

Ai piedi del presbiterio, su questo lato, vi è un trono processionale ottocentesco con statua lignea della Madonna del Carmine, acquistata in Trentino da don Giuseppe Bottacini negli anni Ottanta e portata annualmente in processione per le vie del paese.
 
La Compagnia del Carmelo, istituita nel 1836 da don Stefano Bononi, è tuttora esistente.
Al termine dell'aula si sviluppa il presbiterio, rialzato di alcuni gradini e sovrastato da una cupola, decorata con dipinti raffiguranti La Trinità circondata da otto angeli. La cupola è impostata su quattro pennacchi sferici con affrescati i Quattro Evangelisti. Queste opere pittoriche, databili al 1895, sono di Vittorio Pittaco.

L'altare maggiore, neoclassico, del Novecento, è in marmo scolpito e intarsiato, mentre sulle pareti del presbiterio due dipinti dello stesso secolo raffigurano l'ingresso di Gesù a Gerusalemme sulla parete sinistra e la Pentecoste su quella destra.
Nell'abside semicircolare retrostante all'altare maggiore, chiusa da una semicalotta sferica interamente decorata da una valva di conchiglia a stucco, è collocato un dipinto a olio su tela, opera del 1889 del pittore veronese Giulio Sartori raffigurante la Madonna del Rosario con Sant'Urbano e San Zeno in atto di protezione della Basilica di San Zeno in Verona. Don Giuseppe Roncari commissionò il dipinto, che ricorda le processioni che le parrocchie della Diocesi di Verona compirono dal 15 al 30 agosto 1889 nel cinquantesimo anniversario del ritrovamento del corpo di San Zeno.
Nella sacrestia è presente l'altare dell'Immacolata del 1762, che contiene una pala in olio su tela di fine Settecento.

## Campanile e campane
La chiesa trecentesca possedeva un campanile e così sarà anche per il nuovo tempio, ma tra il 1911 e il 1915 fu riedificato, ai tempi del parroco don Giuseppe Roncari, come attesta la targa murata sulla torre.

I parrocchiani, per finanziarne la costruzione, lavorarono alla costruzione di una strada comunale.
Staccato dalla chiesa, sulla sua sinistra, si erge su un alto basamento a scarpa il camoanile a pianta quadrata.

La cella campanaria presenta su ogni lato una monofora ed è coronata dalla cupoletta poggiante su quattro piccoli timpani su cui svetta un angelo, dono dei coniugi Antonio Urbani e Maria Panato per ricordare il figlio dodicenne Michelangelo, morto in circostanze tragiche nel 1902..
Il concerto campanario collocato nella torre è composto da 6 campane in Re3 montate alla veronese suonabili a doppio sistema (manuale ed elettrificato). Questi i dati del concerto:
1 – RE3 - diametro 1203 mm - peso 950 kg - Fusa nel 1875 da Cavadini di Verona
2 - MI3 - diametro 1072 mm - peso 670 kg – Fusa nel 1875 da Cavadini di Verona
3 – FA#3 – diametro 953 mm - peso 470 kg - Fusa nel 1875 da Cavadini di Verona
4 - SOL3 - diametro 894 mm - peso 390 kg - Fusa nel 1875 da Cavadini di Verona
5 – LA3 - diametro 792 mm - peso 270 kg - Fusa nel 1875 da Cavadini di Verona
6 – SI3 - diametro 750 mm - peso 240 kg - Fusa nel 1999 da Allanconi di Ripalta Cremasca.
Dal Diario del suonatore di campane Luigi Gardoni si apprende che il 6 maggio 1834 furono fuse due campane per Vestenavecchia da Cavadini in MI3 assieme ad una campana destinata a Roana.

Le stesse campane furono consacrate in Vescovado a Verona il 15 maggio dello stesso anno.